# Adotela
Adotela is een geslacht van kevers uit de familie van de loopkevers (Carabidae). De wetenschappelijke naam van het geslacht is voor het eerst geldig gepubliceerd in 1867 door Castelnau.

## Soorten
Het geslacht Adotela omvat de volgende soorten:
- Adotela apicalis (Sloane, 1893)
- Adotela atronitens Sloane, 1890
- Adotela australis Sloane, 1890
- Adotela bicolor (Castelnau, 1867)
- Adotela carbonaria (Castelnau, 1867)
- Adotela carenoides Putzeys, 1873
- Adotela concolor Castelnau, 1867
- Adotela esmeralda Castelnau, 1867
- Adotela frenchi Sloane, 1890
- Adotela grandis (Castelnau, 1867)
- Adotela howitti (Castelnau, 1867)
- Adotela laevigatta (Sloane, 1893)
- Adotela nigerrima MacLeay, 1873
- Adotela noctis (Sloane, 1893)
- Adotela striolata Putzeys, 1873
- Adotela violacea (Castelnau, 1867)
- Adotela viridis (MacLeay, 1871)